# Sally Field
Sally Margaret Field, född 6 november 1946 i Pasadena, Kalifornien, är en amerikansk skådespelare. 
Bland Fields filmer märks Kraftprovet (1976), Nu blåser vi snuten (1977), Hjältar (1977), Slutet (1978) och Ingen blåser Hooper (1978). Hon har mottagit två Oscars för bästa kvinnliga huvudroll, för sina roller i Norma Rae (1979) och En plats i mitt hjärta (1984), ytterligare en rad av hennes framgångsrika filmer är Nu blåser vi snuten igen (1980), Utan ont uppsåt (1981), Kiss Me Goodbye (1982), Murphys romans (1985), Blommor av stål (1989), Välkommen Mrs. Doubtfire (1993), Forrest Gump (1994), Lincoln (2012), The Amazing Spider-Man (2012) och Hello, My Name Is Doris (2015). Åren 2000-2006 medverkade Field i serien Cityakuten och 2006-2011 i dramaserien Brothers & Sisters.

## Biografi
Sally Field föddes i Pasadena i Kalifornien. Hennes far, Richard Dryden Field, var officer i armén, och hennes mor, Margaret Field, skådespelare. Efter att Fields föräldrar skilde sig 1950 gifte modern om sig med skådespelaren och stuntmannen Jock Mahoney.
Field slog igenom i TV-serierna Gidget (1965-1966) och The Flying Nun (1967-1970). Hon utvecklades till en duktig dramatisk skådespelare och vann en Emmyutmärkelse 1977 för Sybil - en verklig mardröm, en fyra timmar lång TV-film om en psykiskt störd kvinna med 16 personligheter. Hon medverkade i TV-serien Brothers & Sisters (2006 - 2011).
Hon Oscarbelönades 1979 för titelrollen i filmen Norma Rae samt 1984 för rollen i filmen En plats i mitt hjärta.

## Filmografi i urval

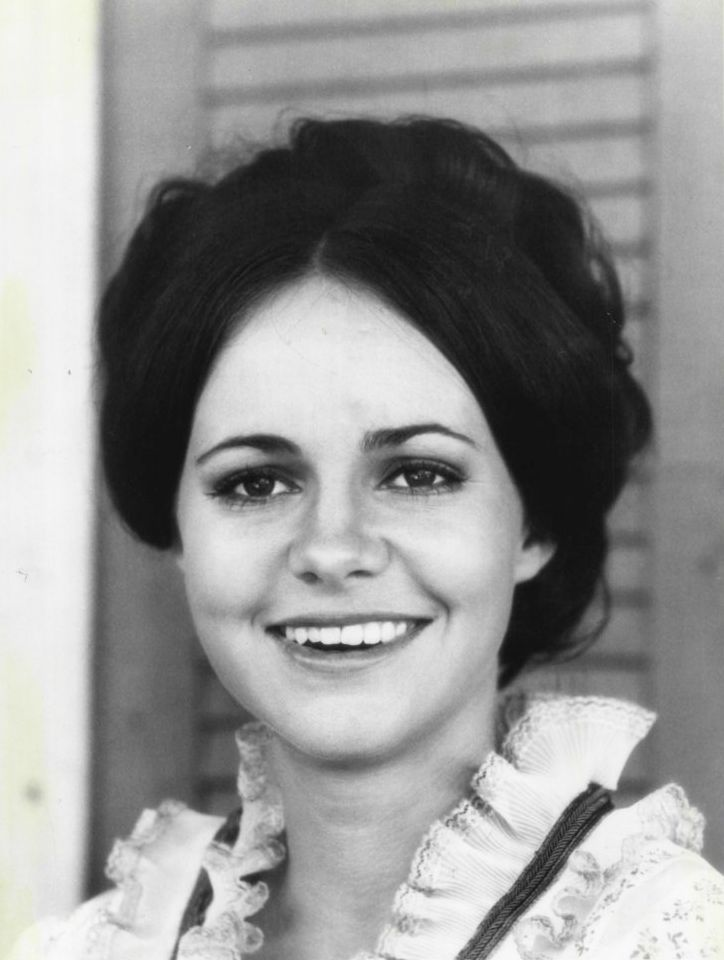
Sally Field 1971.

### Roller
- 1965–1966 – Gidget (TV-serie)
- 1967 – Våldets väg västerut
- 1967–1970 – The Flying Nun (TV-serie)
- 1971–1972 – Alias Smith & Jones (TV-serie) (gästroll)
- 1976 – Kraftprovet
- 1977 – Hjältar
- 1977 – Nu blåser vi snuten
- 1977 – Sybil - en verklig mardröm (TV-film)
- 1978 – Ingen blåser Hooper
- 1978 – Slutet
- 1979 – Poseidons hemlighet
- 1979 – Norma Rae
- 1982 – Kiss Me Goodbye
- 1984 – En plats i mitt hjärta
- 1985 – Murphys romans
- 1988 – Punchline
- 1989 – Blommor av stål
- 1991 – Inte utan min dotter
- 1993 – Välkommen Mrs. Doubtfire
- 1993 – Den otroliga vandringen (röst)
- 1994 – Forrest Gump
- 1996 – Öga för öga
- 1996 – Den otroliga vandringen 2 - På rymmen i San Francisco (röst)
- 1999 – A Cooler Climate (TV-film)
- 2000 – Where the Heart Is
- 2000–2006 – Cityakuten (TV-serie)
- 2003 – Legally Blonde 2
- 2006 – Two Weeks
- 2006–2011 – Brothers & Sisters (TV-serie)
- 2012 – The Amazing Spider-Man
- 2012 – Lincoln
- 2014 – The Amazing Spider-Man 2
- 2015 – Hello, My Name Is Doris
- 2017 – Little evil

### Regi
- 1996 – The Christmas Tree
- 2000 – Beautiful

## Scen
| År   | Titel                       | Roll             | Teater                                         |
| ---- | --------------------------- | ---------------- | ---------------------------------------------- |
| 1974 | 6 rms riv vu                | Ann Miller       | Kenley Players, Dayton och Columbus, Ohio      |
| 1979 | Fåfänglighet                | Maria            | Burt Reynolds Dinner Theatre, Jupiter, Florida |
| 2002 | Geten, eller vem är Sylvia? | Stevie Grå       | John Golden Theatre, New York City             |
| 2004 | Glasmenageriet              | Amanda Wingfield | Kennedy Center, Washington, D.C.               |
| 2017 | Glasmenageriet              | Amanda Wingfield | Belasco Theatre, New York City                 |
| 2019 | Alla mina söner             | Kate Keller      | Old Vic, London                                |